# Erysimum corinthium
Erysimum corinthium là một loài thực vật có hoa trong họ Cải. Loài này được (Boiss.) Wettst. mô tả khoa học đầu tiên năm 1889.